# Titan:Saphir
Das Verstärkermedium Titan:Saphir (Ti3+:Al2O3) besteht aus dem schwach doppelbrechenden Wirtskristall Korund (Al2O3), bei dem durch Dotierung etwa 0,1 Gewichtsprozent der Al3+-Ionen durch Ti3+-Ionen ersetzt sind. Dadurch entsteht ein hellroter Saphir, das aktive Medium des Titan:Saphir-Lasers. Es absorbiert stark im Bereich von 400 bis 600 nm Wellenlänge (Maximum bei 490 nm) und fluoresziert von 660 bis 1050 nm (Maximum bei 795 nm). Zudem besitzt Titan:Saphir eine hohe Wärmeleitfähigkeit, die eine Fokussierung des Pumpstrahls auf einen kleinen Bereich ermöglicht, ohne den Kristall dabei zu zerstören. Als Pumpquelle werden zumeist Laser verwendet, da die kurze Fluoreszenzlebensdauer von 3,2 μs zu hohen Pumpleistungen führt. Alternativ ist ein Pumpen mit Blitzlampen möglich, jedoch kein Dauerstrichbetrieb mit konventionellen Bogenlampen. Besondere Bedeutung hat der damit arbeitende Titan:Saphir-Laser bei der Erzeugung von kurzen Laserimpulsen im Femtosekundenbereich. Der Ti3+-Dotierungsgrad für Laseranwendungen liegt im Bereich zwischen 0,07 und 0,41 Mol-%.
| Chemische Formel             | Al2O3:Ti3+                        |
| Kristallstruktur             | hexagonal                         |
| Gitterkonstanten             | a=4,748, c=12,957                 |
| Dichte                       | 3,98 g/cm3                        |
| Lasertätigkeit               | 4-Niveau, vibronisch              |
| Lebensdauer oberes Niveau    | 3,2 μs (T=300K)                   |
| Absorptionsband              | 400–600 nm                        |
| Fluoreszenzband              | 660–1050 nm                       |
| linearer Brechungsindex      | no = 1,760; ne = 1,752 (λ=800 nm) |
| nichtlinearer Brechungsindex | n2 = 3,2·10−20 m2/W               |
| Zerstörschwelle              | 8–10 J/cm2                        |
| Schmelzpunkt                 | 2050 °C                           |